# 安娜·庫妮可娃病毒
安娜·庫妮可娃病毒（荷蘭語：Anna Kournikova，作者將其命名為Vbs.OnTheFly，又稱VBS/SST和VBS_Kalamar）是一種電腦病毒，於2001年2月在網路上向全球傳播。病毒程式包含在電子郵件附件中，據稱是網球運動員安娜·庫妮可娃的圖像。

## 背景
該病毒由20歲的荷蘭學生揚·德威特（Jan de Wit）於2001年2月11日創建，他使用的假名是「OnTheFly」。它的設計目的是誘騙電子郵件用戶點擊打開一個表面上看起來是職業網球運動員安娜·庫妮可娃圖像的電子郵件附件，但實際上卻隱藏著一個惡意程式。病毒透過電子郵件發送，郵件標題為「Here you have, ;0)」，附件名為AnnaKournikova.jpg.vbs。在Microsoft Outlook中開啟後，該檔案並沒有顯示庫妮可娃的照片，而是啟動了一個病毒VBScript程序，將自己轉發給受害者通訊錄中的所有聯絡人。
德威特使用一個名為[K]Alamar的阿根廷程式設計師編寫的簡單線上Visual Basic蠕蟲生成器程序，在幾個小時內就創建了安娜·庫妮可娃病毒。「這名年輕人於2月11日星期天從網際網路上下載了一個程序，並於當天下午3點左右在一個新聞組中放出病毒。」。安娜·庫妮可娃病毒沒有破壞受感染電腦上的資料，這與一年前2000年發作的類似ILOVEYOU病毒不同，但它感染了數百萬用戶的電腦，並導致全球電子郵件伺服器出現問題。

## 判決
大衛·L·史密斯（David L. Smith，1999年梅麗莎病毒的作者，當時被聯邦調查局拘留）協助聯邦調查局追查德威特的身份。德威特於2001年2月14日在家鄉斯內克向警方自首，此前他於2月13日在一個網站和一個專門討論這位網球運動員的新聞組（alt.binaries.anna-kournikova）上發布了一份供詞。他承認使用工具包製作該病毒，並說他的動機是想看看IT界在先前的病毒感染事件之後是否發展了更好的系統安全。他也將病毒的傳播速度歸咎於庫妮可娃的美貌，並指責那些打開郵件的人，他寫道：「感染病毒是他們自己的錯。」
病毒發布幾天後，斯內克市長西博爾德·哈特坎普（Sieboldt Hartkamp）向德威特提供一份在當地行政部門IT部門的臨時工作。他說，斯內克應該為培養出這樣一位才華洋溢的年輕人而感到驕傲。
德威特在吕伐登受審，被控意圖造成破壞而向電腦網路傳播數據，最高可被判處四年監禁和10萬荷蘭盾（當時相當於4.13萬美元）的罰款。他的律師要求撤銷對他的指控，理由是病毒造成的破壞微乎其微。聯邦調查局向荷蘭法院提交證據，顯示病毒造成了166,000美元的損失。德威特否認有造成損害的意圖，被判處150小時的社區服務。
創建蠕蟲生成器工具包的布宜諾斯艾利斯18歲程式設計師於2001年2月稍後從自己的網站上刪除了該程式的檔案。他在接受採訪時說，他的朋友在電視上聽到他的假名後鼓勵他這樣做
。